# Пользовательское соглашение
Пользовательское соглашение (англ. end-user license agreement — «лицензионное соглашение с конечным пользователем»; сокращается до EULA) — договор между владельцем компьютерной программы и пользователем её копии.

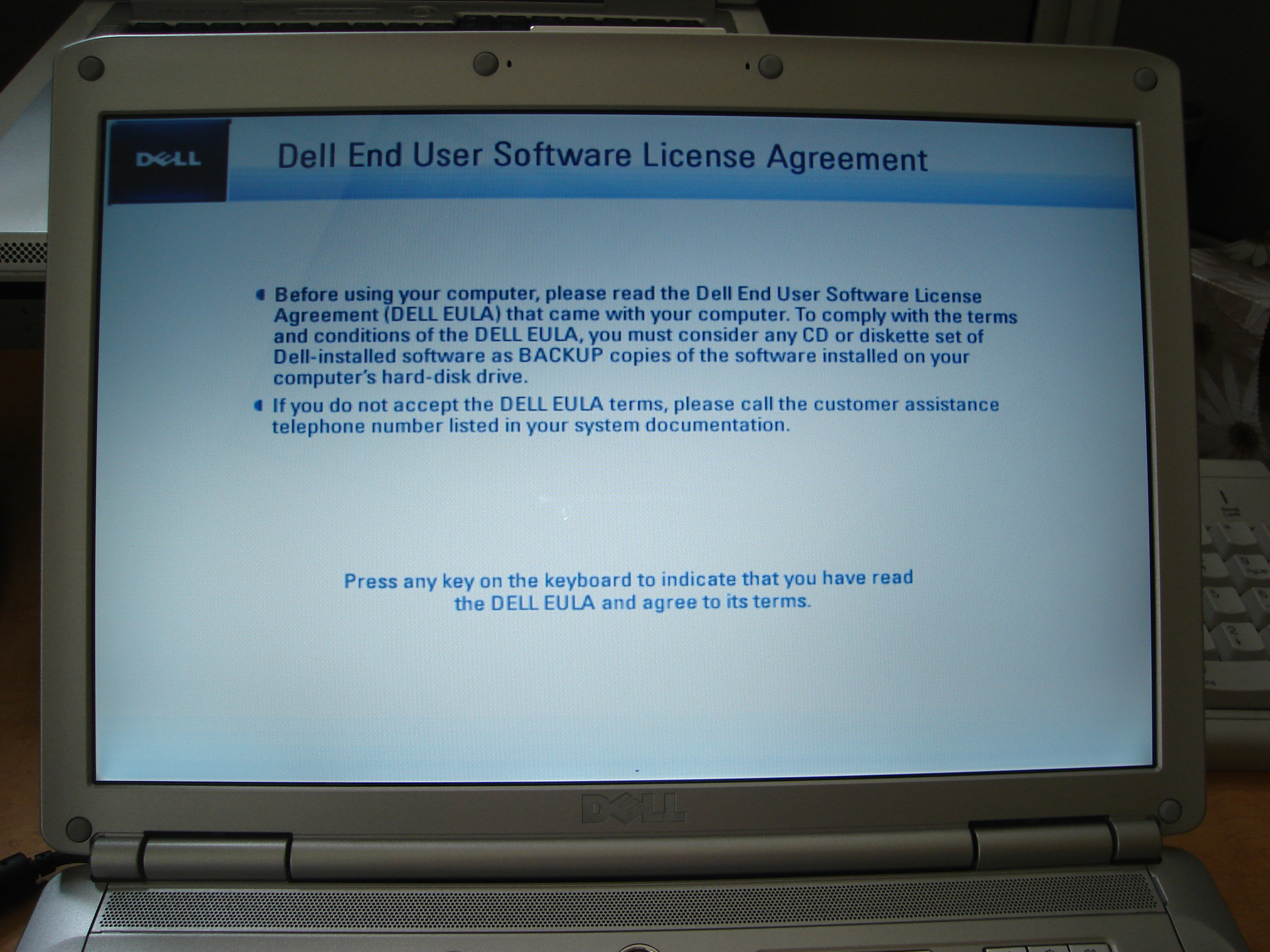
Пользовательское соглашение Dell

Обычно используется вместе с проприетарным программным обеспечением (например, продуктами корпораций Microsoft, Apple), а также дистрибутивами свободного программного обеспечения с несвободными элементами (например, Mozilla Firefox до версии 3.0.4 включительно).

## Выражение согласия
Как правило, пользователь программного обеспечения соглашается с условиями использования программы при помощи выделения чекбокса у фразы, предлагающей согласиться с условиями. Однако, иногда разработчики используют иную модель: пользователю выводится фраза «продолжая использование программы, вы соглашаетесь с условиями использования». Иногда используются и другие варианты.

## Юридическая сила
Практически во всех странах мира существует понятие договора оферты и договора присоединения, выполнив условия которых, человек принимает все пункты такого договора, и иногда пользовательское соглашение относится к таким видам договора. Хотя это достаточно сложный и спорный с юридической точки зрения вопрос.

## В культуре
- «Человекайпадоножка» — эпизод мультсериала «Южный Парк», посвящённый тому, что большинство людей соглашается с пользовательским соглашением, не читая его.